# Жозеф Дельвеккіо
Жозеф Дельвеккіо (фр. Joseph Delvecchio, 23 червня 1885, Альфорвіль — 20 березня 1971, Конфлан-Сент-Онорин) — французький футболіст, що грав на позиції нападника, зокрема за національну збірну Франції.

## Клубна кар'єра
На клубному рівні у 1909–1910 роках грав за команду «Альфорвіль» з рідного міста. 

## Виступи за збірну
1910 року провів свою єдину офіційну гру у складі національної збірної Франції.
Помер 20 березня 1971 року на 86-му році життя в Конфлан-Сент-Онорин.
| Дата     | Місто  | Господарі | Результат | Гості   | Турнір           | Голи | Примітки |
| -------- | ------ | --------- | --------- | ------- | ---------------- | ---- | -------- |
| 3-4-1910 | Жантії | Франція   | 0 – 4     | Бельгія | товариський матч | -    |          |
| Усього   |        | Матчів    | 1         |         | Голів            | 0    |          |